# Suburban Light
Suburban Light – debiutancka płyta brytyjskiej grupy indiepopowej The Clientele, wydana w 2000 roku przez Pointy/Merge (reedycja ukazała się w 2014). Album jest kompilacją singli grupy, wydawanych w latach 1997–2000 przez małe wytwórnie Elefant, Pointy czy March. Album prezentuje lekkie, senne kompozycje w klimacie lat 60.

## Lista utworów wersji brytyjskiej
1. "I Had to Say This" – 3:34
2. "Rain" – 2:34
3. "Reflections After Jane" – 3:21
4. "We Could Walk Together" – 2:34
5. "Monday's Rain" – 5:05
6. "Joseph Cornell" – 2:23
7. "An Hour Before the Light" – 2:30
8. "(I Want You) More Than Ever" – 3:03
9. "Saturday" – 3:52
10. "Five Day Morning" – 4:08
11. "Bicycles" – 2:14
12. "As Night Is Falling" – 5:13
13. "Lacewings" – 3:44

## Lista utworów wersji amerykańskiej
1. "I Had to Say This" – 3:34
2. "Rain" – 2:34
3. "Reflections After Jane" – 3:21
4. "We Could Walk Together" – 2:34
5. "Monday's Rain" – 5:05
6. "Joseph Cornell" – 2:23
7. "What Goes Up" – 3:35
8. "(I Want You) More Than Ever" – 3:03
9. "6am Morningside" – 1:51
10. "Five Day Morning" – 4:08
11. "From A Window" – 2:40
12. "As Night Is Falling" – 5:13
13. "Lacewings" – 3:44

## Informacje
- "We Could Walk Together" - z kompilacji Fierce Panda, listopad 1997
- "Five Day Morning" - Pointy Records 7" single, czerwiec 1998
- "Reflections After Jane" / "An Hour Before The Light" - Johnny Kane Records 7" single, marzec 1999
- "Lacewings" / "Saturday" - Motorway Records 7" single, wrzesień 1999
- "I Had To Say This" / "Monday's Rain" - Pointy Records 7" single, grudzień 1999
- "(I Want You) More Than Ever" - Elefant Records 7" single, luty 2000
- "Bicycles" - March Records 10" EP, czerwiec 2000
- "Rain" / "Joseph Cornell" / "As Night Is Falling" - wcześniej niewydane